# Суданский сельский совет
Суданский сельский совет — входит в состав Первомайского района Харьковской области Украины.
Административный центр сельского совета находится в селе Суданка.

## История
- 1928 — дата образования.

## Населённые пункты совета
- село Суданка
- посёлок Беляевка
- село Булацеловка
- село Зеленовка
- село Парижское
- село Петровка
- село Победа